# Alvin (Illinois)
Alvin és una població dels Estats Units a l'estat d'Illinois. Segons el cens del 2000 tenia 316 habitants.

## Demografia
Segons el cens del 2000, Alvin tenia 316 habitants, 106 habitatges, i 85 famílies. La densitat de població era de 152,5 habitants/km².
Dels 106 habitatges en un 49,1% hi vivien nens de menys de 18 anys, en un 59,4% hi vivien parelles casades, en un 14,2% dones solteres, i en un 19,8% no eren unitats familiars. En el 19,8% dels habitatges hi vivien persones soles el 8,5% de les quals corresponia a persones de 65 anys o més que vivien soles. El nombre mitjà de persones vivint en cada habitatge era de 2,98 i el nombre mitjà de persones que vivien en cada família era de 3,35.
Per edats la població es repartia de la següent manera: un 34,5% tenia menys de 18 anys, un 7,6% entre 18 i 24, un 29,7% entre 25 i 44, un 19,6% de 45 a 60 i un 8,5% 65 anys o més.
L'edat mediana era de 30 anys. Per cada 100 dones de 18 o més anys hi havia 89,9 homes.
La renda mediana per habitatge era de 36.000 $ i la renda mediana per família de 38.333 $. Els homes tenien una renda mediana de 30.278 $ mentre que les dones 18.194 $. La renda per capita de la població era de 13.773 $. Aproximadament el 7% de les famílies i el 8,2% de la població estaven per davall del llindar de pobresa.

## Poblacions properes
El següent diagrama mostra les poblacions més properes.